# Sterliadochona pedispicula
Sterliadochona pedispicula är en rundmaskart. Sterliadochona pedispicula ingår i släktet Sterliadochona och familjen Thelaziidae. Inga underarter finns listade i Catalogue of Life.